# Absoluut recht
Absoluut recht is recht van één tegenover allen, dus tegenover eenieder te handhaven. Absoluut recht is het tegenovergestelde van relatief recht. Het makkelijkste voorbeeld van een absoluut is het eigendomsrecht. De eigenaar van een zaak kan zijn recht tegenover eenieder handhaven.

## Nederland
De tabel laat de indeling van het Nederlandse vermogensrecht in absolute en relatieve rechten zien.
| Schema Nederlands vermogensrecht                       | Schema Nederlands vermogensrecht                               | Schema Nederlands vermogensrecht                                                                                    | Schema Nederlands vermogensrecht                                                                             | Schema Nederlands vermogensrecht                                                            | Schema Nederlands vermogensrecht                                                            | Schema Nederlands vermogensrecht                                                            | Schema Nederlands vermogensrecht                                                            |
| ------------------------------------------------------ | -------------------------------------------------------------- | --- | --- | ------------------------------------------------------------------------------------------- | ------------------------------------------------------------------------------------------- | ------------------------------------------------------------------------------------------- | ------------------------------------------------------------------------------------------- |
| (excl. erfrecht, Boek 4 BW)                            |                                                                | | |                                                                                             |                                                                                             |                                                                                             |                                                                                             |
| ABSOLUTE OF EXCLUSIEVE RECHTEN : (gelden jegens allen) | ABSOLUTE OF EXCLUSIEVE RECHTEN : (gelden jegens allen)         | ABSOLUTE OF EXCLUSIEVE RECHTEN : (gelden jegens allen)                                                              | ABSOLUTE OF EXCLUSIEVE RECHTEN : (gelden jegens allen)                                                       | RELATIEVE OF PERSOONLIJKE RECHTEN : (vorderingsrechten) (gelden slechts jegens wederpartij) | RELATIEVE OF PERSOONLIJKE RECHTEN : (vorderingsrechten) (gelden slechts jegens wederpartij) | RELATIEVE OF PERSOONLIJKE RECHTEN : (vorderingsrechten) (gelden slechts jegens wederpartij) | RELATIEVE OF PERSOONLIJKE RECHTEN : (vorderingsrechten) (gelden slechts jegens wederpartij) |
| GOEDERENRECHT                                          | GOEDERENRECHT                                                  | GOEDERENRECHT | RECHTEN op VOORTBRENGSELEN VAN DE MENSELIJKE GEEST (gepland voor Boek 9 BW) auteursrecht, octrooirecht, enz. | VERBINTENISSENRECHT (Boek 6 en 7 BW)                                                        | VERBINTENISSENRECHT (Boek 6 en 7 BW)                                                        | VERBINTENISSENRECHT (Boek 6 en 7 BW)                                                        | VERBINTENISSENRECHT (Boek 6 en 7 BW)                                                        |
| Zakelijke rechten (Boek 5 BW)                          | Zakelijke rechten (Boek 5 BW)                                  | Rechten op (absolute en relatieve) vermogensrechten Dit kunnen ook rechten zijn op vorderingsrechten! aandeel, enz. | RECHTEN op VOORTBRENGSELEN VAN DE MENSELIJKE GEEST (gepland voor Boek 9 BW) auteursrecht, octrooirecht, enz. | Verbintenisscheppende overeenkomsten                                                        | Verbintenisscheppende overeenkomsten                                                        | Verbintenissen uit de wet                                                                   | Verbintenissen uit de wet                                                                   |
| Volledig recht op een zaak eigendom                    | Beperkt recht op een zaak erfpacht, mandeligheid, opstal, enz. | Rechten op (absolute en relatieve) vermogensrechten Dit kunnen ook rechten zijn op vorderingsrechten! aandeel, enz. | RECHTEN op VOORTBRENGSELEN VAN DE MENSELIJKE GEEST (gepland voor Boek 9 BW) auteursrecht, octrooirecht, enz. | Eenzijdige overeenkomst schenking, enz.                                                     | Meerzijdige overeenkomst ruil, koop, huur, enz.                                             | Onrechtmatige daad (Boek 6 BW, titel 3)                                                     | Rechtmatige daad zaakwaarneming, ongerechtvaardigde verrijking, onverschuldigde betaling    |

Het absoluut recht heeft de volgende kenmerken:
- Zaaksgevolg: eigendomsrecht op zaak blijft bestaan, ook als zaak niet meer in handen is van rechthebbende, maar in macht van derden (absolute recht volgt de zaak overal, ook wel volgrecht genoemd).
- Recht van voorrang: Eigenaar heeft ten aanzien van zijn zaak een voorrecht in faillissement van een derde.
- Prioriteitsbeginsel: Ingeval op eenzelfde goed twee (of meer) absolute rechten worden gevestigd, heeft het oudere recht voorrang boven het jongere.